# Formica ruficornis
Formica ruficornis é uma espécie de formiga do gênero Formica, pertencente à subfamília Formicinae.